# 金红军
金红军（1968年1月—），中华人民共和国外交官，曾任中华人民共和国驻几内亚比绍共和国特命全权大使，现任驻巴西大使馆公使。

## 生平
1990年，进入中华人民共和国外交部工作，先后在驻佛得角大使馆、外交部香港澳门事务办公室、驻葡萄牙大使馆、中葡联合联络小组中方驻澳门代表处、外交部驻澳门特别行政区特派员公署、外交部香港澳门台湾事务司任职。2007年，任驻葡萄牙大使馆参赞。2011年，任外交部办公厅参赞。2014年，任外交部机关党委副书记。2017年4月，出任中华人民共和国驻几内亚比绍大使。2020年8月，自驻几内亚比绍大使离任。11月，任驻巴西大使馆公使、首席馆员。

## 家庭
已婚，有一女。